# Slipstreaming
Als Slipstreaming bezeichnet man das Integrieren eines oder mehrerer Service Packs, Hotfixes oder Patches in das Installationsmedium eines Software-Produkts (meist Windows oder Microsoft Office). Somit wird die direkte Installation einer aktuellen Version der Software ermöglicht, ohne im Anschluss manuell die besagten Service Packs, Bugfixes oder sonstigen Updates installieren zu müssen.

## Durchführung
Zunächst werden die alten Setupdateien vom Medium auf die Festplatte kopiert, um die Verbesserungen einzuspielen. Nach erfolgter Aktualisierung und Anpassung verschiedener Parameter in den Windows-Setup-Dateien, zum Beispiel der txtsetup.sif, werden alle Dateien, inklusive der Verbesserungen, in einem neuen Verzeichnis zusammengestellt, welches man dann auf CD brennen und somit ein neues Installationsmedium erstellen kann.
Programme, die dieses Verfahren automatisch und relativ bedienerfreundlich ausführen, sind zum Beispiel nLite (für XP), NTLite (für Windows 7 bis Windows 10), vLite (für Vista), Win Toolkit (für Windows 7 und 8), xp-Iso-Builder, Office SP Slipstreamer für Office 2003 & 2007 oder WUCD (Windows Unattended CD Creator).
Manche Programme liefern die Slipstream-Funktionalität bereits mit. Hier kann man mit bestimmten Kommandozeilenparametern (Schaltern) zum gewünschten Ergebnis kommen. Neben dem Windows-Setup seit Windows 2000 sind dies zum Beispiel MSI-Pakete, die mittels MSP-Updatepaketen aktualisiert werden können, so etwa bei Microsoft-Office-Programmen. Bei anderen Programmen muss man sich verschiedener Hilfsprogramme bedienen, um das Gleiche zu erreichen.